# Кортнев, Алексей Анатольевич
Алексе́й Анато́льевич Ко́ртнев (род. 12 октября 1966, Москва) — советский и российский певец и музыкант, актёр театра, кино и дубляжа, сценарист, композитор, автор-исполнитель, телеведущий. Вокалист и лидер группы «Несчастный случай».

## Биография

### Ранние годы
Родился 12 октября 1966 года.
Отец — Анатолий Васильевич Кортнев, учёный секретарь отделения информатики РАН, профессор Института стали и сплавов. Родители были поклонниками туризма, альпинизма, волейбола, регулярно вместе с сыном ездили в байдарочные походы.
Учился в английской спецшколе в Октябрьском районе Москвы. Алексей был отличником и секретарём комитета комсомола, чемпионом района по волейболу. Первые песни написал в седьмом классе. Научил его играть на гитаре сосед по даче Александр Любимов.
В 1983 году Кортнев, поступив на механико-математический факультет МГУ, отправился на прослушивание в Студенческий театр МГУ, где познакомился с Валдисом Пельшем, с которым через два месяца вышел на сцену под именем «Дуэт „Несчастный случай“». За короткое время состав «НС» увеличился до четырёх человек.

Поступил в Московский университет. Мои оценки были: математика письменная — 3, математика устная — 5, физика устная — 5, сочинение — 5. Мой строительный отряд назывался «Оптимисты». Мои успехи в учёбе были плохие. Моё образование осталось среднее— А.Кортнев
Играл за команду КВН МГУ в сезоне 1987—1988 годов.
В 1987 году, чтобы избежать службы в армии, сымитировал попытку суицида. Валдис Пельш должен был подтвердить, что Кортнев лез через подоконник его комнаты в общежитии на 22 этаже, а он поймал его поперёк живота. Кортнев изложил всё это университетскому психиатру и сразу был доставлен в Московскую психиатрическую больницу № 1, в которой провёл полтора месяца в отделении № 8 для буйных. Его соседом по палате был режиссёр Геннадий Юденич. Потом родители Кортнева организовали его перевод в санаторное отделение. Позднее Кортнев покинул МГУ после четвёртого курса.

### Карьера
В 1990 году вместе с Валдисом Пельшем, актёром Игорем Угольниковым, Сергеем Денисовым и Андреем Гуваковым придумал и участвовал в постановке популярной телепередачи «Оба-на!». Затем последовали телепроекты «Дебилиада», «Синие ночи», «Несчастный случай» и др.
Продолжительное время Кортнев совмещает игру в Студенческом театре МГУ, выступления и гастроли группы «Несчастный случай» с работой в кино и на телевидении.
Много лет работал в рекламном бизнесе в качестве копирайтера. Кортнев пишет тексты для рекламы, им придуманы слоганы «Пепси», «Wrigley», «M&M’s», «Moccona» и др.
Вместе с Валдисом Пельшем Кортнев стоял у истоков программы «Золотой граммофон» на «Русском радио», в 1995—1996 годах вёл музыкальную программу «Пилот» на НТВ.
Переводчик текстов популярных зарубежных мюзиклов, поставленных в России («Кошки», Иствикские ведьмы, «Mamma Mia!», «Красавица и чудовище»).
Исполнил арию Ромашова из российского мюзикла «Норд-Ост» в концерте «Норд-Ост — мы с тобой». Он состоялся в ноябре 2002 года, спустя некоторое время после теракта в театральном центре на Дубровке.
Кортнев — автор текстов и соавтор музыки, а также исполнитель большинства песен, звучащих в спектаклях, выпущенных в соавторстве с «Квартетом И», «День радио», «День выборов» и в одноимённых фильмах «День радио», «День выборов», такие песни как «Куплеты», «Романс об избирательной урне», «Народная», «ВоровскАя».
Поэт, автор большинства текстов песен, исполняемых группой «Несчастный случай», автор текстов песен к спектаклю 2008 года МХТ имени А. П. Чехова «Конёк-горбунок». Спектакль удостоен Высшей театральной премии Москвы «Хрустальная Турандот» (номинация «Лучший спектакль сезона», 2008 г.) и Национальной театральной премии «Золотая маска» (номинация «Лучший спектакль в жанре оперетты / мюзикла», 2009 г.).
Озвучил в переводной версии мультфильма «Кошмар перед Рождеством» (по сценарию Тима Бёртона) Джека Повелителя Тыкв.
В 2000—2001 годах вёл программу «Несчастный случай» на REN-TV, в 2003—2004 годах — благотворительную передачу «Всё для тебя» на том же канале. Сотрудник телекомпании АТВ, долгое время являлся голосом заставки телекомпании.
Исполнял и написал песни ко многим телепередачам («Моя семья», «Сам себе режиссёр», «Эти забавные животные» и другие). Снимался в рекламных роликах.
В 2007 году принял участие в записи радиоспектакля «Обыкновенное чудо» (по пьесе Е. Л. Шварца, режиссёр Дмитрий Урюпин), где прочёл авторский текст и сыграл роль трактирщика Эмиля (в постановке также приняли участие актёры рок-ордена Тампль, Наталья «Хелависа» О`Шей, и др.). В 2007—2008 годах Кортнев являлся членом Высшего Совета политической партии «Гражданская сила».
В 2011 году сыграл роль обманутого мужа по имени Ховард в спектакле «Уйти нельзя остаться» по пьесе Вуди Аллена «Централ Парк Вест» режиссёра Тимофея Сополёва. Кортнев о герое:
Мой герой — постоянно рефлексирующий, очень невротичный персонаж. Он, конечно, совершенно не близок мне по темпераменту, но играть неуравновешенного Ховарда мне легко и приятно.
В 2013 году принял участие в телевизионном музыкальном шоу перевоплощений «Один в один!». В 2015 году — ведущий программы «Доброе дело» на телеканале «Че».
С апреля 2016 года — основатель и художественный руководитель Школы Трёх Искусств Алексея Кортнева в Новогорске.
В 2016 году вместе с ещё несколькими людьми был ведущим информационно-сатирической передачи «Салтыков-Щедрин шоу» на НТВ. С августа 2016 по октябрь 2017 года — ведущий детского игрового шоу «Устами младенца» на этом же телеканале.
В 2019 году стал почётным гостем 46-го фестиваля авторской песни имени Валерия Грушина, выступление музыканта (вместе с аккомпаниатором Сергеем Чекрыжовым, аккордеон) собрало огромную зрительскую аудиторию у 3-й "Главной" сцены.
С 30 августа 2019 года — ведущий музыкального шоу «Ночной экспресс» на телеканале «Мир». 29 декабря 2019 года провёл Новогодний выпуск игрового шоу «Игра в кино» на том же телеканале.

## Общественная позиция
Продолжительное время критически отзывался и продолжает отзываться о современной российской власти.
В 1996 году участвовал в акции «Голосуй или проиграешь» в поддержку кандидатуры на должность президента России Бориса Ельцина. По словам Кортнева, он «поддерживал всем сердцем, искренне верил, что это правильно».
Выступал в рекламной кампании в поддержку Виктора Черномырдина. Утверждает, что за «сумасшедшие деньги, на этом и заработал свой первый капитал».
В 2003 году подписал письмо против войны в Чечне.
В 2010 году вошёл в попечительский совет благотворительного фонда «Дети наши», занимающегося помощью детям-сиротам. Часто даёт благотворительные концерты в составе «Несчастного случая».
24 декабря 2011 года Кортнев принял участие в митинге «За честные выборы!» на проспекте Сахарова в Москве, исполнив песню «Шла Саша по шоссе». На выборах мэра Москвы в сентябре 2013 года поддержал кандидатуру Алексея Навального.
В феврале 2013 года записал видеообращение для проекта «Будь сильнее», направленного против гомофобии. В феврале 2014 года в интервью проекту Piter.Tv после одного из своих концертов в Санкт-Петербурге Кортнев призвал «настоящих мужиков не включаться в антигейскую истерию. Пускай живут как хотят».
В марте 2014 года в одном из интервью сопоставил Евромайдан с убийством Джона Кеннеди, заявив, что «в этом столько лжи и лицемерия, что с российской и с украинской стороны, что с американской и европейской тоже — никто не узнает правду. Кто в кого стрелял на Майдане, кто платил деньги. Рассудит только Бог». Негативно высказывался о возможности повторения событий Евромайдана в России, считая, что они, как и в случае с Украиной, неизбежно повлекут за собой обострение российского регионального сепаратизма.
В июле 2014 года в интервью корреспондентке «Свободной прессы» поддержал аннексию Крыма, однако в 2018 году в интервью заявил, что его позиция по поводу аннексии Крыма изменилась.
Военную операцию России в Сирии музыкант осудил в интервью екатеринбургскому порталу «66.ru». В другом интервью, данном этому же порталу перед концертом в Ельцин-Центре, высказался в поддержку введения «пакета Яровой» и «отказа от демократических свобод», так как от них, по мнению Кортнева, ныне отступают все страны.
В октябре 2017 года снялся в ролике в поддержку допуска кандидата Навального до выборов президента 2018 года, где заявил, что «если не будет альтернативного кандидата, то эти выборы превратятся в профанацию, как было в советские времена».
В феврале 2022 года осудил «агрессию Российской Федерации по отношению к Украине», выступив против военного вторжения России на Украину.

## Семья и личная жизнь
- Первая жена — Ирина Богушевская (род. 02.11.1965), певица.
  - Сын Артемий (род. 1988).
- Бывшая фактическая жена — Юлия Рутберг, (род. 08.07.1965), актриса[44].
- Состоял в отношениях с актрисой и телеведущей Еленой Ланской (род. 24.03.1968)[44].
  - Сын Никита[4].
- Вторая жена (с 21 сентября 2002 года)[45] — Амина Зарипова (род. 10.08.1976), гимнастка.
  - Сыновья Арсений Кортекс (род. 11.08.2003)[46], Афанасий (род. 13.07.2006)[47].
  - Дочери Аксинья (род. 22.05.2011)[48], Агафья (род. 01.11.2021)[49].

## Работы

### Дискография
Основная дискография Алексея Кортнева совпадает с дискографией группы «Несчастный случай». Также Кортнев сольно выпустил диск «Кортнев Алексей и „Музыкальные руководители“ Нелегенды Русского Шансона» и записал совместно с Владимиром Качаном альбом «Му-Му и адвокат».

### Фильмография
- 1992 — Прорва — Василий, работник НКВД
- 1993 — Дорога в рай — Андрэ (Оскар Соланж), жених Мишель Бертомьё
- 1995 — Грешные апостолы любви — Герберт Кох
- 1998 — Старые песни о главном 3 — полковник Френсис Чесней
- 1999 — На бойком месте — Павлин Ипполитович Миловидов
- 2001 — Ростов-папа — Саша, певец казачьего хора (серия «Летавши по воле»)
- 2002 — Кино про кино — Слава Гаврилин
- 2003 — Другая жизнь — Вадим
- 2003 — Бомба для невесты — Василий
- 2004 — Московская сага — Вадим Вуйнович
- 2004 — Даже не думай 2: Тень независимости — нефтяник Василий
- 2004 — Повелитель эфира — Леонид
- 2004 — Ночь в стиле Disco — камео
- 2005 — Крупногабаритные — Аркадий Уткин, хозяин торговой сети
- 2005 — 2007 — Обречённая стать звездой — Алексей Кортнев, друг и сосед Никольского (камео)
- 2006 — Гадкие лебеди — Павел Сумак
- 2006 — Виола Тараканова. В мире преступных страстей — Георгий Поднебесный, легенда рока (фильм № 1 «Фокус-покус от Василисы Ужасной»)
- 2006 — Кошмар перед Рождеством — Джек Скеллингтон (дубляж)
- 2007 — День выборов — атаман Алексей Анатольевич Парамонов
- 2007 — Кровавая Мэри — хирург
- 2007 — Частный заказ[50] — Богдан
- 2007 — Ветка сирени — Стейнвей, импресарио
- 2008 — День радио — камео
- 2008 — Доченька моя — Михаил Капустин
- 2008 — Сумасшедшая любовь — певец
- 2009 — Осенние цветы — Александр Лебедь
- 2010 — О чём говорят мужчины — камео
- 2010 — Точка кипения — Борис Коршунов
- 2010 — Была любовь — Марк Пригорский
- 2010 — Дежурный ангел — Павел, ангел
- 2010 — Трубадур — DJ Трубадур
- 2011 — Дежурный ангел 2 — Павел, ангел
- 2011 — О чём ещё говорят мужчины — камео
- 2013 — Кукушечка — Григорий Грошин
- 2013 — Бульварное кольцо — Евгений
- 2015 — Пансионат «Сказка», или Чудеса включены — камео
- 2015 — Охрана — Морковников, певец
- 2016 — День выборов 2 — атаман Алексей Анатольевич Парамонов
- 2016 — Клиника усыновления
- 2016 — Пьяная фирма — Александр Коржаков
- 2019 — Лови момент — председатель комиссии
- 2020 — Мёртвые души — прокурор
- 2021 — Герой 115 — Жуков
- 2021 — Сын — Виктор

### Театр

#### Театр «Квартет И» (Москва)
- «День радио» (2001).
- «День выборов» (2003).

#### Мюзиклы
1. 2009 — «Продюсеры» (мюзикл М. Брукса в театре Et cetera), режиссёр Дмитрий Белов — литературный редактор русского перевода, автор текстов песен[51].
2. 2012 — «Времена не выбирают» в Театре мюзикла — соавтор либретто (совместно с Михаилом Швыдким), автор текстов песен.
3. 2024 — «Тест на любовь» в Театре мюзикла — автор текстов песен (совместно с Еленой Киселёвой)[52].

### Телевидение
- Участвовал в КВН в 1988 году.
- Актёр программы «Оба-на!» (1990—1992).
- Автор и ведущий программы «Дебилиада».
- Автор и ведущий программы «Кабаре Синие ночи ЧК».
- Ведущий программы «Экстремальные новости».
- Автор слов к заключительной песне ток-шоу «Моя семья» (ОРТ и РТР, 1996—2002)[53].
- Исполнил эпизодическую роль в скетчкоме «6 кадров».
- Шесть раз принимал участие в телеигре «Угадай мелодию».
- Четыре раза принимал участие в телеигре «Сто к одному».
- Участвовал в шоу «Один в один» на «Первом канале» в 2013 году.
- Ведущий программы «Доброе дело».